# Xanthochroa atriceps
Xanthochroa atriceps (лат.) — вид жуков-узконадкрылок (Oedemeridae).

## Распространение
В России этот жук населяет Южное Приморье, Южный Сахалин и Южные Курильские острова (острова Кунашир, Шикотан), а также распространён в Японии (острова Хоккайдо, Хонсю, Сикоку, Кюсю).

## Описание
Жук достигает в длину 8—12 мм. Большая часть головы, усиков и лапок, а также низ тела, кроме иногда осветлённой переднегруди и вершины брюшка, — тёмно-бурые или чёрные. Переднеспинка рыжего цвета. Каждое из надкрылий имеет 3 жилки, наружная из них более развита.

## Экология
Преимагинальные стадии развиваются в древесине хвойных деревьев.